# 埃姆斯伯里鎮足球會
埃姆斯伯里鎮足球會（Amesbury Town Football Club）是一支位於英格蘭埃姆斯伯里的職業足球會，現於威塞克斯足球聯賽超聯組角逐。

## 榮譽
- 威爾特郡足球聯賽
  - 甲組冠軍 1979–80, 1990–91, 1991–92
- 威爾特足球聯賽
  - 冠軍 1974–75
- 威爾特郡高級杯
  - 冠軍 1983–84, 1993–94

## 紀錄
- 最佳英格蘭足總盃紀錄: 預賽, 2016–17[1]
- 最佳英格蘭足總瓶紀錄: 第三圏, 1979–80[2]
- 入場人數紀錄: 625[3]

## 外部連結
- Official website （页面存档备份，存于）